# Carl Zeiss Vision
Die Carl Zeiss Vision International GmbH mit Hauptsitz in Aalen ist ein 100-prozentiges Tochterunternehmen der Carl Zeiss AG und bildet deren Unternehmensbereich Vision Care.
Das Unternehmen produziert insbesondere Brillengläser sowie Instrumente zur Bestimmung der Sehleistung (Refraktion) und zur Brillenanpassung.

## Geschichte
Carl Zeiss verkaufte bis 1880 im eigenen Laden Brillen anderer Hersteller, danach spezialisierte er sich auf die Herstellung von Mikroskopen. Ab 1901 begann zwischen Carl Zeiss Jena und dem schwedischen Arzt und Professor für Augenheilkunde und späteren Nobelpreisträger Allvar Gullstrand eine Kooperation, aus der viele Ideen für Produkte der Augenheilkunde hervorgingen. Unter Leitung Moritz von Rohrs begann ab 1908 der Aufbau einer Brillenabteilung. Am 1. April 1912 wurde die Abteilung Augenoptik bei Carl Zeiss Jena gegründet.
Nach dem Zweiten Weltkrieg gab es in Oberkochen und Jena zwei Unternehmen, die den Namen Carl Zeiss trugen. Das Jenaer Unternehmen wurde 1948 verstaatlicht. 1965 wurde der VEB Carl Zeiss Jena zum Leitbetrieb des Kombinates VEB Carl Zeiss Jena. Zugleich wurden ihm der VEB Rathenower Optische Werke (ROW) angeschlossen. In Rathenow wurde seit 1974 die Herstellung von Brillengläsern konzentriert, in Jena wurde 1980 das letzte Brillenglas hergestellt. Das Problem der unzureichenden Brillenversorgung der DDR-Bevölkerung wurde nie gelöst. Nach der Wende übernahmen die Firmen Essilor und Fielmann Teile der Produktionskapazitäten in Rathenow.
1945 hatten die amerikanischen Besatzungstruppen beim Rückzug aus Thüringen führende Fachleute des Unternehmens nach Heidenheim in Württemberg mitgenommen. Diese Mitarbeiter gründeten in Oberkochen ein Unternehmen, das bald ebenfalls den Namen Carl Zeiss trug. Für Brillengläser gab es zunächst ein Rechenbüro in Nattheim. Schon 1946 nahm man die Produktion in Oberkochen auf. 1957 zog diese Sparte des Unternehmens nach Aalen.
Im Jahr 2005 kam es durch den Zusammenschluss des Augenoptik-Geschäfts der Carl Zeiss Gruppe und des 1960 in Adelaide gegründeten Brillenglasherstellers Sola (Scientific Optical Laboratories of Australia) zur Gründung von Carl Zeiss Vision als eigenständiges Unternehmen. Sola hatte 1996 die Brillen-Sparte des 1869 gegründeten US-amerikanischen Traditionsherstellers American Optical (AO) übernommen. Um das finanzielle Risiko der Übernahme eingehen zu können, war Zeiss für fünf Jahre auf den Finanzinvestor EQT angewiesen. Nach einem Umsatzrückgang des Brillengeschäfts im Gefolge der Finanzkrise ab 2007 kaufte die Carl Zeiss Gruppe 2010 EQT dessen Anteil wieder ab und leistete damit einen Beitrag zur Entschuldung von Carl Zeiss Vision.

## Brillenglas-Kartell
Im Juni 2010 hat das deutsche Bundeskartellamt gegen fünf Brillenglashersteller und den Zentralverband der Augenoptiker und Optometristen (ZVA) wegen Kartellabsprachen Bußgelder in Höhe von insgesamt 115 Mio. Euro verhängt.
Beteiligt waren folgende Unternehmen:
- Essilor GmbH (heute EssilorLuxottica)
- Rupp + Hubrach Optik GmbH, Bamberg (ebenfalls EssilorLuxottica)
- Carl Zeiss Vision GmbH, Aalen
- Rodenstock GmbH, München
- Hoya Lens Deutschland GmbH, Mönchengladbach

## Portfolio
Die Carl Zeiss Vision produziert mineralische und organische Einstärkengläser, Mehrstärkengläser (Gleitsicht, Bifokal und Trifokal), Filtergläser (Sonnengläser, phototrope Gläser, Spezialfilter-Gläser), vergrößernde Sehhilfen (für Sehbehinderte sowie für Medizin und Technik) und Geräte zur Bestimmung der Refraktion (Brillenglasbestimmung, Brillenglaszentrierung, Präzisionsmessbrille). Darüber hinaus bietet sie Dienstleistungen und Marketinglösungen für Augenoptiker sowie Produkte zur Brillenglasreinigung an.

## Produktgeschichte
Das erste Brillenglas, das den Augendrehpunkt berücksichtigte, war das Punktal. Es machte möglich, mit einer hohen Sehschärfe zu sehen, auch wenn man nicht direkt geradeaus blickte. Davor musste der Brillenträger seinen Kopf drehen, um die Unschärfen beim Blicken durch den Randbereich der Brillengläser zu vermeiden. Für medizinische Zwecke wurden die punktmäßig abbildenden asphärischen Katralgläser eingeführt, genauso 1926 die weltweit ersten industriell hergestellten Haftgläser (Sklerallinsen), die ein Vorläufer der modernen Kontaktlinsen) sind.
Beim Neuaufbau im westdeutschen Oberkochen hatten die Brillengläser eine hohe Priorität, weil es einen großen Nachholbedarf bei der Bevölkerung gab. Dennoch wurde von 1945 bis 1950 das komplette Brillenprogramm neu gerechnet, um als erstes Unternehmen die physiologischen Sehbedingungen zu berücksichtigen.
1959 wurden die ersten Entspiegelungen für Brillengläser (ET = Einfache Transparenz-Schicht) eingeführt, auf Basis eines Verfahrens, das Alexander Smakula 1935 bei Carl Zeiss entwickelt hatte. Solche Beschichtungen sind bis heute ein wichtiges Entwicklungsgebiet für alle Brillenglashersteller (1974 Mehrfach-Beschichtung Super ET; 2012 DuraVision Platinum). Andere Beschichtungsverfahren, die bei Carl Zeiss entwickelt wurden, dienten zur Härtung der Gläser. Sie erzielten aber erst bei den Kunststoffgläsern große Wirkung. Seit 1959 gewannen Gleitsichtgläser immer größere Bedeutung auf dem Markt. Nachdem man sich lange eher halbherzig mit diesem Thema befasst hatte, brachte man 1983 mit dem Gradal HS ein Gleitsichtglas auf den Markt, das identische optische Eigenschaften für beide Augen in alle Richtungen aufwies. Dies brachte einen enormen Fortschritt bei der Verträglichkeit der Gläser. Auch bei den seit dem Jahr 1960 eingeführten Kunststoffgläsern verhielt man sich zunächst eher abwartend. Das erste höherbrechende Kunststoffglas der Welt, Clarlet SL, ermöglichte dann ab 1991 mit einem Brechungsindex von bis zu 1.74 um bis zu 40 Prozent dünnere und damit leichtere Gläser.
Seit 2000 erzielen individuell angepasste Gleitsichtgläser einen immer höheren Marktanteil. Eine wichtige Voraussetzung dafür ist die von der Carl Zeiss Vision entwickelte und patentierte Freiformtechnologie zur Herstellung von Brillengläsern. Neben der dioptrischen Wirkung fließen erstmals auch Kundenparameter der Brillenanpassung in die Berechnung der Gleitsichtflächen ein. Das i.Scription-Verfahren stellt seit 2007 mit Hilfe von Wellenfrontmessung zusätzlich die Daten zur Berücksichtigung der sogenannten „Fehler höherer Ordnung“ zur Verfügung. Die persönlich angepassten Gläser werden dann mit der sogenannten Freiformtechnologie hergestellt.
Die mit der Freiformtechnologie einhergehenden Möglichkeiten zur Individualisierung von Brillengläsern haben seitdem völlig neue Produktkategorien geschaffen wie z. B. die Arbeitsplatzgläser (Office Lenses), welche individuell auf die jeweilige (Büro-)Arbeitsplatzsituation angepasst werden können. Jüngstes Beispiel für die fortschreitende Produktdiversifizierung sind die seit 2016 unter dem Namen „DriveSafe“ erhältlichen Autofahrer-Brillengläser. Mittels Freiformtechnologie ist es möglich, die Gleitsichtzonen auf das Blickverhalten beim Autofahren zu optimieren bei gleichzeitiger Beibehaltung der vollen Alltagstauglichkeit dieses Glases. Die speziell entwickelte DriveSafe Beschichtung und die sog. LuminanceDesign Technologie bewirken darüber hinaus bei schlechten Sichtverhältnissen (Dämmerung, Regen, nachts etc.) eine bessere Sicht und eine Reduzierung der wahrgenommenen Blendung durch entgegenkommende LED- und Xenon-Scheinwerfer.

## Standorte
- zwei Forschungsstandorte in Deutschland (Aalen) und Australien (Adelaide)
- vier für Massenfertigung in Mexiko, Brasilien, der Volksrepublik China und Ungarn
- drei Fertigungsstandorte für Sonnengläser in Italien, Brasilien und der Volksrepublik China
- vier globale Distributionszentren in den USA, Mexiko, der Volksrepublik China und Ungarn
- drei regionale Distributionszentren in Brasilien, Indien und Australien